# Список кратерів на Марсі
- Місяць: 1624 кратера(ів) (30.0%)
- Марс: 1092 кратера(ів) (20.2%)
- Венера: 900 кратера(ів) (16.6%)
- Меркурій: 397 кратера(ів) (7.3%)
- Земля: 182 кратера(ів) (3.4%)
- Ганімед: 131 кратера(ів) (2.4%)
- Каллісто: 131 кратера(ів) (2.4%)
- Рея: 128 кратера(ів) (2.4%)
- Церера: 115 кратера(ів) (2.1%)
- 4 Веста: 90 кратера(ів) (1.7%)
- Діона: 73 кратера(ів) (1.3%)
- Япет: 58 кратера(ів) (1.1%)
- Енцелад: 53 кратера(ів) (1.0%)
- Тетіс: 50 кратера(ів) (0.9%)
- Європа: 41 кратера(ів) (0.8%)
- 433 Ерос: 37 кратера(ів) (0.7%)
- Мімас: 35 кратера(ів) (0.6%)
- 951 Гаспра: 31 кратера(ів) (0.6%)
- Феба: 24 кратера(ів) (0.4%)
- 2867 Штейнс: 23 кратера(ів) (0.4%)
- 243 Іда: 21 кратера(ів) (0.4%)
- 21 Лютеція: 19 кратера(ів) (0.4%)
- Арієль: 17 кратера(ів) (0.3%)
- Плутон: 17 кратера(ів) (0.3%)
- Фобос: 17 кратера(ів) (0.3%)
- Харон: 16 кратера(ів) (0.3%)
- Титанія: 15 кратера(ів) (0.3%)
- Умбрієль: 13 кратера(ів) (0.2%)
- 25143 Ітокава: 10 кратера(ів) (0.2%)
- Тритон: 9 кратера(ів) (0.2%)
- Оберон: 9 кратера(ів) (0.2%)
- Міранда: 7 кратера(ів) (0.1%)
- Титан: 4 кратера(ів) (0.1%)
- Янус: 4 кратера(ів) (0.1%)
- Гіперіон: 4 кратера(ів) (0.1%)
- Пак: 3 кратера(ів) (0.1%)
- Дактиль: 2 кратера(ів) (0.0%)
- Амальтея: 2 кратера(ів) (0.0%)
- Деймос: 2 кратера(ів) (0.0%)
- Епіметей: 2 кратера(ів) (0.0%)
- Протей: 1 кратера(ів) (0.0%)
- Теба: 1 кратера(ів) (0.0%)

Список кратерів на Марсі — це перелік, який містить основні відомості про кратери на поверхні Марса. Взагалі на Марсі вже виявлено понад чверть мільйона ударних метеоритних кратерів, понад 43000 з яких, мають ширину понад 4,8 км. Метеоритних кратерів, більших за 1 км, також існує декілька сотень тисяч, але тільки лише близько тисячі з них, мають власні назви. Назви кратерам на Марсі, після подання відповідних петицій науковцями, призначає МАС. Назви дають лише тим кратерам, які мають значний інтерес для досліджень. Марсіанські кратери іменують прізвищами відомих науковців й письменників наукової фантастики або, якщо діаметр кратера менше за 60 км, на честь міст Землі. Кратери не можна називати іменами живих людей, а назви для маленьких кратерів уряди-годи призначають для вшанування того чи іншого міста.

## Кратери
Марсіанські кратери перераховано за абеткою в таких підрозділах:
| А Б В Г Д Е Є Ж З І Й К Л М Н О П Р С Т У Ф Х Ц Ч Ш Ю Я |

На 2017 рік марсіанські кратери складають ≈ 20 % від усіх 5211 названих кратерів у Сонячній системі. Окрім Місяця, жодна інша планета не має стількох названих кратерів, як Марс. 
| Кратер       | Координати                                                  | Діаметр (км)    | Велика піввісь (км) | Мала піввісь (км) | Назву затверджено | Названо на честь                         | Виноска        |
| ------------ | ----------------------------------------------------------- | --------------- | ------------------- | ----------------- | ----------------- | ---------------------------------------- | -------------- |
| Гюйгенса     | 13°58′ пд. ш. 55°35′ сх. д. / 13.96° пд. ш. 55.58° сх. д.   | 467.25          | 484.89              | 450.54            | 1973              | Християна Гюйгенса                       | Huygens        |
| Скіапареллі  | 2°41′ пд. ш. 16°47′ сх. д. / 2.69° пд. ш. 16.79° сх. д.     | 458.52 (445.76) | 462.51              | 430.4             | 1973              | Джованні Скіапареллі                     | Schiaparelli   |
| Неназваний   | 38°06′ пн. ш. 167°09′ зх. д. / 38.1° пн. ш. 167.15° зх. д.  | 376.35          | 452.74              | 384.9             | —                 | —                                        | —              |
| Грилі        | 36°38′ пд. ш. 3°11′ сх. д. / 36.63° пд. ш. 3.19° сх. д.     | 457.45 (427.15) | 438.81              | 395.71            | 11 квітня 2015    | Рональда Грилі                           | Greeley        |
| Кассіні      | 22°35′ пн. ш. 32°07′ сх. д. / 22.59° пн. ш. 32.11° сх. д.   | 408.23          | 411.45              | 402.42            | 1973              | Джованні Доменіко Кассіні                | Cassini        |
| Антоніаді    | 21°35′ пн. ш. 60°50′ сх. д. / 21.59° пн. ш. 60.84° сх. д.   | 400.95          | 417.04              | 389.68            | 1973              | Ежена Мішеля Антоніаді                   | Antoniadi      |
| Дольфюса     | 20°59′ пд. ш. 3°50′ зх. д. / 20.99° пд. ш. 3.83° зх. д.     | 363.08 (358.72) | 367.94              | 346.98            | 22 жовтня 2013    | Одуена Дольфюса                          | Dollfus        |
| Неназваний   | 59°01′ пд. ш. 76°53′ зх. д. / 59.01° пд. ш. 76.89° зх. д.   | 341.1           | 391.76              | 325.82            | —                 | —                                        | —              |
| Тихонравова  | 12°55′ пн. ш. 35°55′ сх. д. / 12.92° пн. ш. 35.91° сх. д.   | 343.7           | 356.28              | 331.85            | 1985              | Тихонравова Михайла Клавдієвича          | Tikhonravov    |
| Неназваний   | 23°23′ пн. ш. 53°14′ сх. д. / 23.39° пн. ш. 53.24° сх. д.   | 340.12          | 351.4               | 330.13            | —                 | —                                        | —              |
| Неназваний   | 0°59′ пд. ш. 28°52′ сх. д. / 0.99° пд. ш. 28.86° сх. д.     | 325.8           | 347                 | 308.58            | —                 | —                                        | —              |
| Ньютона      | 40°31′ пд. ш. 158°04′ зх. д. / 40.52° пд. ш. 158.06° зх. д. | 299.94 (312.44) | 318.37              | 307.37            | 1973              | Ісаака Ньютона                           | Newton         |
| Неназваний   | 59°32′ пд. ш. 83°53′ зх. д. / 59.53° пд. ш. 83.89° зх. д.   | 301.99          | 319.91              | 297.06            | —                 | —                                        | —              |
| Неназваний   | 24°28′ пд. ш. 32°07′ зх. д. / 24.47° пд. ш. 32.12° зх. д.   | 300.36          | 323.73              | 291.72            | —                 | —                                        | —              |
| Де Вокулера  | 13°40′ пд. ш. 171°05′ сх. д. / 13.67° пд. ш. 171.09° сх. д. | 302.27 (311.68) | 316.11              | 297.19            | 2000              | Жерара де Вокулера                       | de Vaucouleurs |
| Коперника    | 48°53′ пд. ш. 168°49′ зх. д. / 48.88° пд. ш. 168.82° зх. д. | 301.83          | 320.69              | 284.51            | 1973              | Миколая Коперника                        | Copernicus     |
| Неназваний   | 52°33′ пд. ш. 109°34′ зх. д. / 52.55° пд. ш. 109.57° зх. д. | 326.77          | 343.52              | 260.75            | —                 | —                                        | —              |
| Гершеля      | 14°09′ пд. ш. 129°53′ сх. д. / 14.15° пд. ш. 129.89° сх. д. | 297.92          | 301.56              | 294.41            | 1973              | Джона Гершеля і Фрідріха Вільяма Гершеля | Herschel       |
| Шретера      | 1°53′ пд. ш. 55°59′ сх. д. / 1.89° пд. ш. 55.99° сх. д.     | 291.59          | 298.12              | 285.7             | 1973              | Джона Ієронімуса Шретера                 | Schroeter      |
| Ковальського | 29°44′ пд. ш. 141°26′ зх. д. / 29.73° пд. ш. 141.43° зх. д. | 296.67 (285.14) | 288.89              | 281.38            | 1985              | Ковальського Маріана Альбертовича        | Koval'sky      |

## Українська топонімія на Марсі
Серед усіх марсіанських кратерів деякі носять або ім’я вихідця з України, або назву українського міста, як-от:
- Міста: Балта, Бар, Белз, Луки, Луцьк, Очаків, Ромни, Фастів, Форос, Євпаторія;
- Особистості: Барабашов, Виноградський, Корольов, Сємейкін, Тимошенко, Фесенков.